# Bordj Hellal
Bordj Hellal és un jaciment arqueològic tunisià situat a uns 8 km a l'est de Chimtou i a uns 25 a l'oest de Jendouba, on hi ha una ciutadella romana d'Orient amb forma de pentàgon d'una longitud de 300 x 250 metres, flanquejat de fins a quinze torres quadrades.